# Kush (cannabis)
Pour les articles homonymes, voir Kush.
Ne doit pas être confondu avec la drogue synthétique Kush.
Kush désigne généralement une variété de Cannabis indica pure ou hybride.

## Historique
Les origines du cannabis kush sont des variétés locales de plantes, provenant principalement d'Afghanistan. Leur nom provient de la chaîne de montagnes Hindou Kouch (en anglais : Hindu Kush).
Les souches de cannabis kush sont amenées aux États-Unis dans les années 1970 et continuent d'être disponibles là-bas à ce jour.
Elles sont parmi celles cultivées par la firme britannique GW Pharmaceuticals pour son essai commercial autorisé par la loi du cannabis médicinal.